# Juegos de las Islas de 2003
Los Juegos de las Islas en su X edición se celebraron en Guernsey, entre el 28 de junio y el 4 de julio de 2003. En ellos participaron 23 islas miembros, que compitieron en 16 modalidades deportivas.

## Medallero
| Medallero | Medallero                 | Medallero | Medallero | Medallero | Medallero |
| Platz     | Isla(s)                   | O         | P         | B         | Total     |
| --------- | ------------------------- | --------- | --------- | --------- | --------- |
| 1         | Guernsey                  | 55        | 35        | 38        | 128       |
| 2         | Jersey                    | 37        | 43        | 35        | 115       |
| 3         | Isla de Man               | 29        | 28        | 31        | 88        |
| 4         | Bermuda                   | 15        | 14        | 8         | 37        |
| 5         | Gotland                   | 11        | 12        | 9         | 32        |
| 6         | Islas Caimán              | 11        | 10        | 8         | 29        |
| 7         | Isla de Wight             | 10        | 10        | 19        | 39        |
| 8         | Islas Feroe               | 6         | 10        | 12        | 28        |
| 9         | Åland                     | 4         | 13        | 4         | 21        |
| 10        | Saaremaa                  | 4         | 7         | 9         | 20        |
| 11        | Gibraltar                 | 4         | 6         | 8         | 18        |
| 12        | Shetland                  | 4         | 3         | 9         | 16        |
| 13        | Anglesey (Ynys Mon)       | 3         | 0         | 3         | 6         |
| 14        | Rodas                     | 2         | 3         | 4         | 9         |
| 15        | Groenlandia               | 2         | 1         | 5         | 8         |
| 16        | Sark                      | 0         | 2         | 0         | 2         |
| 17        | Islas Malvinas            | 0         | 1         | 2         | 3         |
| 18        | Órcadas                   | 0         | 0         | 1         | 1         |
| -         | Alderney                  | 0         | 0         | 0         | 0         |
| -         | Frøya                     | 0         | 0         | 0         | 0         |
| -         | Hitra                     | 0         | 0         | 0         | 0         |
| -         | Isla del Príncipe Eduardo | 0         | 0         | 0         | 0         |
| -         | Santa Helena              | 0         | 0         | 0         | 0         |

## Deportes
| - Bádminton - ver resultados - Windsurf - ver resultados - Tiro con arco - ver resultados - Tenis de mesa - ver resultados - Gimnasia - ver resultados - Vóleibol - ver resultados | - Fútbol - ver resultados - Atletismo - ver resultados - Golf - se resultat - Baloncesto - ver resultados - Vela - ver resultados - Tiro olímpico - ver resultados | - Ciclismo - ver resultados - Natación - ver resultados - Tenis - ver resultados - Triatlón - ver resultados |